# Cartilajul cricoid
Cartilajul cricoid este unul din cele trei cartilaje neperechi ale scheletului laringelui. Are forma unui inel cu pecete și constituie pivotul pe care se sprijină celelalte cartilaje. Prezintă o porțiune mai subțire numită arcul cartilajului cricoid și o porțiune plată, lama cartilajului cricoid. Suprafața interioară corespunde spațiului subglotic, iar suprafața externă prezintă pe părțile laterale două fațete articulare pentru coarnele inferioare ale cartilajului tiroid, iar pe marginea superioară a pecetei, două fațete ovoide pentru articularea cu cartilajele aritenoide.